# Lethe luaba
Lethe luaba är en fjärilsart som beskrevs av Corbet 1941. Lethe luaba ingår i släktet Lethe och familjen praktfjärilar. Inga underarter finns listade i Catalogue of Life.